# Alberto Buccicardi
Alberto Buccicardi, parfois nommé Arturo Bucciardi, né le 11 mai 1914 au Chili et mort le 8 décembre 1970, est un joueur et entraîneur de football chilien, devenu journaliste.

## Biographie
Buccicardi est joueur puis entraîneur de Universidad Católica, un club chilien basé à Santiago. Il dirige l'équipe à trois reprises au moins : d'abord comme entraîneur-joueur en 1941-1942, entre 1948 et 1950 et enfin en 1958-1959. En 1949, il mène son équipe au premier titre national de l'histoire du club,, avec des joueurs comme José Manuel Moreno, Sergio Livingstone, Fernando Riera, Raimundo Infante ou encore Andrés Prieto. L'année suivante il remporte en Catalogne le Torneo Internacional de Pascua avec son équipe.
Il se voit proposer de diriger l'équipe du Chili, pour la deuxième Coupe du monde de son histoire en 1950 au Brésil. La sélection compte alors de nombreux joueurs de son club. Lors de ce tournoi, les Chiliens ne passent pas le 1er tour ; ils sont battus 2-0 par l'Angleterre au premier match, puis 2 buts à 0 par les Espagnols, avant de s'imposer 5-2 lors de leur dernier match contre l'équipe des États-Unis (but de Robledo, triplé de Cremaschi et but de Prieto). Malgré ce résultat, le jeu pratiqué par les Chiliens, réfléchi tactiquement et à vocation offensive, bien que simple dans son application, détonne par rapport aux autres sélections sud-américaines. En 1952, il est encore à la tête de la sélection.
En 1957, il est promu en première division chilienne avec Deportes La Serena. En 1960, il arrête sa carrière d'entraîneur de Universidad Católica et devient journaliste pour la revue sportive Estadio.